# Дострокове голосування
Дострокове голосування — процес, при якому виборці можуть проголосувати протягом одного чи кількох визначених днів до виборів. Дострокове голосування може проводитися як дистанційно (наприклад, поштою), так і при особистій явці виборців, зазвичай на визначені пункти дострокового голосування. Можливість і час дострокового голосування зазвичай визначають на основі законів і типу виборів. Метою дострокового голосування є збільшення показників явки виборців і зменшення їх скупчення на виборчих ділянках у день виборів. 